# Kautzen
Kautzen ist eine Marktgemeinde mit 1074 Einwohnern (Stand 1. Jänner 2025) im Bezirk Waidhofen an der Thaya in Niederösterreich.

## Geografie
Kautzen liegt im nördlichen Waldviertel auf einer Seehöhe von 484 bis 666 Metern (Hoher Stein). Die Fläche der Marktgemeinde umfasst 35,41 Quadratkilometer. Davon sind 58 Prozent landwirtschaftliche Nutzfläche, 36 Prozent der Fläche sind bewaldet.
Von Klein-Taxen führt an der Wüstung Košťálkov eine Straße ins tschechische Staré Město pod Landštejnem.

### Gemeindegliederung
Das Gemeindegebiet umfasst folgende neun Ortschaften (in Klammern Einwohnerzahl Stand 1. Jänner 2025):
- Engelbrechts (88)
- Großtaxen (78)
- Kautzen (586)
- Kleingerharts (32)
- Kleintaxen (48)
- Pleßberg (113)
- Reinberg-Dobersberg (34)
- Tiefenbach (46)
- Triglas (49)

Die Gemeinde besteht aus den Katastralgemeinden Engelbrechts, Großtaxen, Illmau, Kautzen, Kleingerharts, Kleintaxen, Plessberg, Reinberg-Dobersberg, Tiefenbach und Triglas.

### Nachbargemeinden
|             | Staré Město pod Landštejnem (CZ)            |            |
| Eggern (GD) | Kompassrose, die auf Nachbargemeinden zeigt | Dobersberg |
|             | Gastern                                     |            |

## Geschichte
Erstmals urkundlich erwähnt wurde Kautzen im Jahr 1212. (Urkunde im Stiftsarchiv Michaelbeuern).
Kautzen diente der Herrschaft Illmau (1337 erstmals erwähnt) als Hauptort. Ein Markt wurde erstmals 1520 erwähnt. Ende des 17. Jahrhunderts siedelten sich Betriebe zur Glas- und Papiererzeugung an. Aus dieser Zeit ist noch eine alte Papiermühle erhalten. In der zweiten Hälfte des 18. Jahrhunderts wurde die Textilproduktion bedeutend. Im Schloss Illmau bestand zwischen 1914 und 1917 das Internierungslager Illmau, vorrangig für Staatsbürger aus mit Österreich-Ungarn im Krieg befindlichen Staaten.
Im Zuge der NÖ. Kommunalstrukturverbesserung wurden insgesamt fünf ehemalige Gemeinden eingegliedert, nämlich am 1. Jänner 1965 die Gemeinde Illmau und am 1. Jänner 1971 die Gemeinden Engelbrechts, Großtaxen, Reinberg-Dobersberg und Tiefenbach.

### Einwohnerentwicklung
Die Einwohnerzahl von Kautzen nimmt seit 1951 kontinuierlich ab. In den letzten Jahrzehnten hat sich der Bevölkerungsrückgang verlangsamt, es sind aber weiterhin Geburtenbilanz und Wanderungsbilanz negativ.
| Kautzen: Einwohnerzahlen von 1869 bis 2025          | Kautzen: Einwohnerzahlen von 1869 bis 2025 | Kautzen: Einwohnerzahlen von 1869 bis 2025 | Kautzen: Einwohnerzahlen von 1869 bis 2025 | Kautzen: Einwohnerzahlen von 1869 bis 2025 |
| --------------------------------------------------- | ------------------------------------------ | ------------------------------------------ | ------------------------------------------ | ------------------------------------------ |
| Jahr                                                |                                            |                                            |                                            | Einwohner                                  |
| 1869                                                | 1869                                       |                                            | 2.700                                      | 2.700                                      |
| 1880                                                | 1880                                       |                                            | 2.825                                      | 2.825                                      |
| 1890                                                | 1890                                       |                                            | 2.765                                      | 2.765                                      |
| 1900                                                | 1900                                       |                                            | 2.795                                      | 2.795                                      |
| 1910                                                | 1910                                       |                                            | 2.714                                      | 2.714                                      |
| 1923                                                | 1923                                       |                                            | 2.397                                      | 2.397                                      |
| 1934                                                | 1934                                       |                                            | 2.241                                      | 2.241                                      |
| 1939                                                | 1939                                       |                                            | 2.110                                      | 2.110                                      |
| 1951                                                | 1951                                       |                                            | 2.236                                      | 2.236                                      |
| 1961                                                | 1961                                       |                                            | 1.989                                      | 1.989                                      |
| 1971                                                | 1971                                       |                                            | 1.803                                      | 1.803                                      |
| 1981                                                | 1981                                       |                                            | 1.533                                      | 1.533                                      |
| 1991                                                | 1991                                       |                                            | 1.389                                      | 1.389                                      |
| 2001                                                | 2001                                       |                                            | 1.275                                      | 1.275                                      |
| 2011                                                | 2011                                       |                                            | 1.188                                      | 1.188                                      |
| 2021                                                | 2021                                       |                                            | 1.080                                      | 1.080                                      |
| 2025                                                | 2025                                       |                                            | 1.074                                      | 1.074                                      |
| Quelle(n): Statistik Austria, Gebietsstand 1.1.2021 |                                            |                                            |                                            |                                            |

## Kultur und Sehenswürdigkeiten

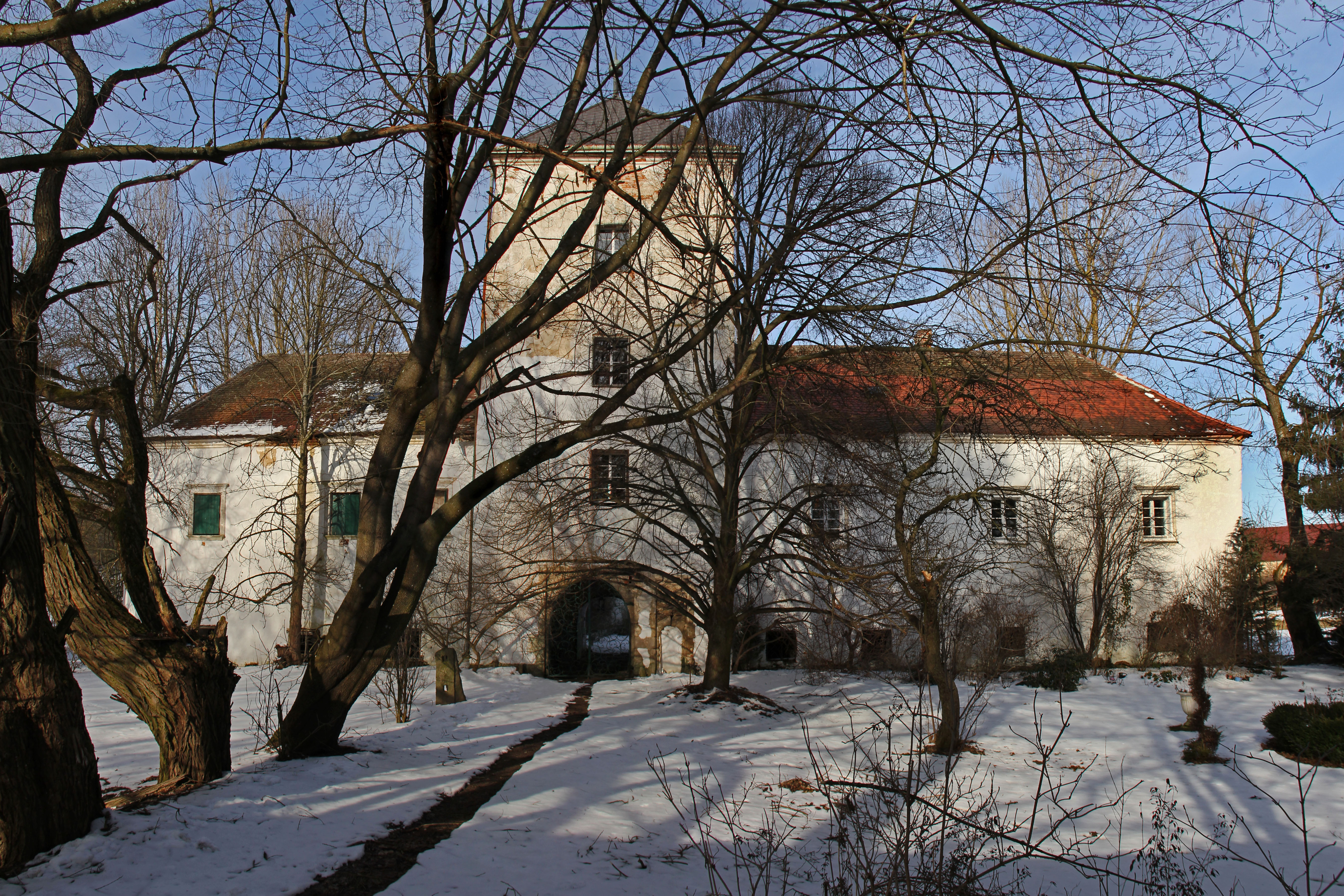
Schloss Illmau

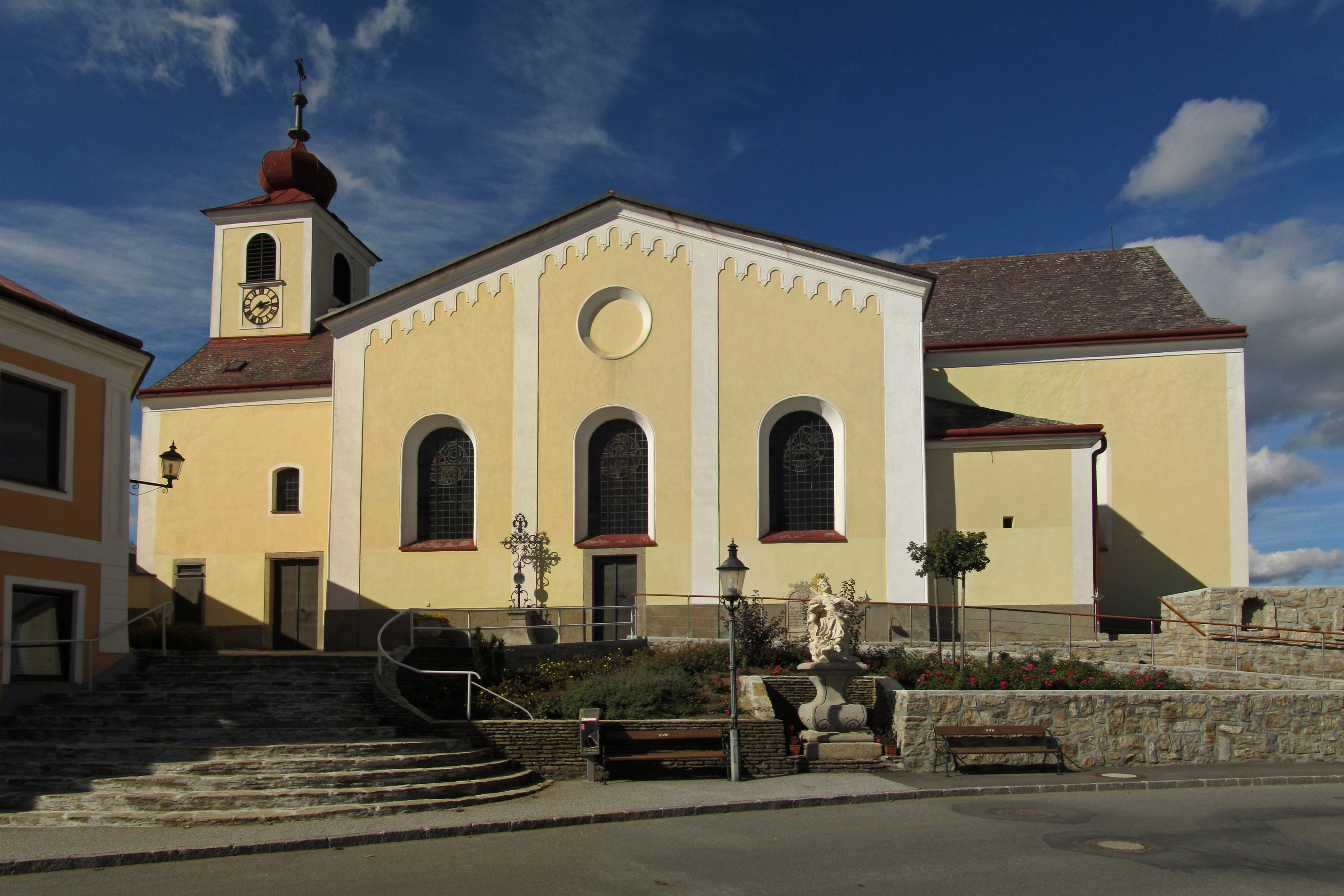
Pfarrkirche Kautzen

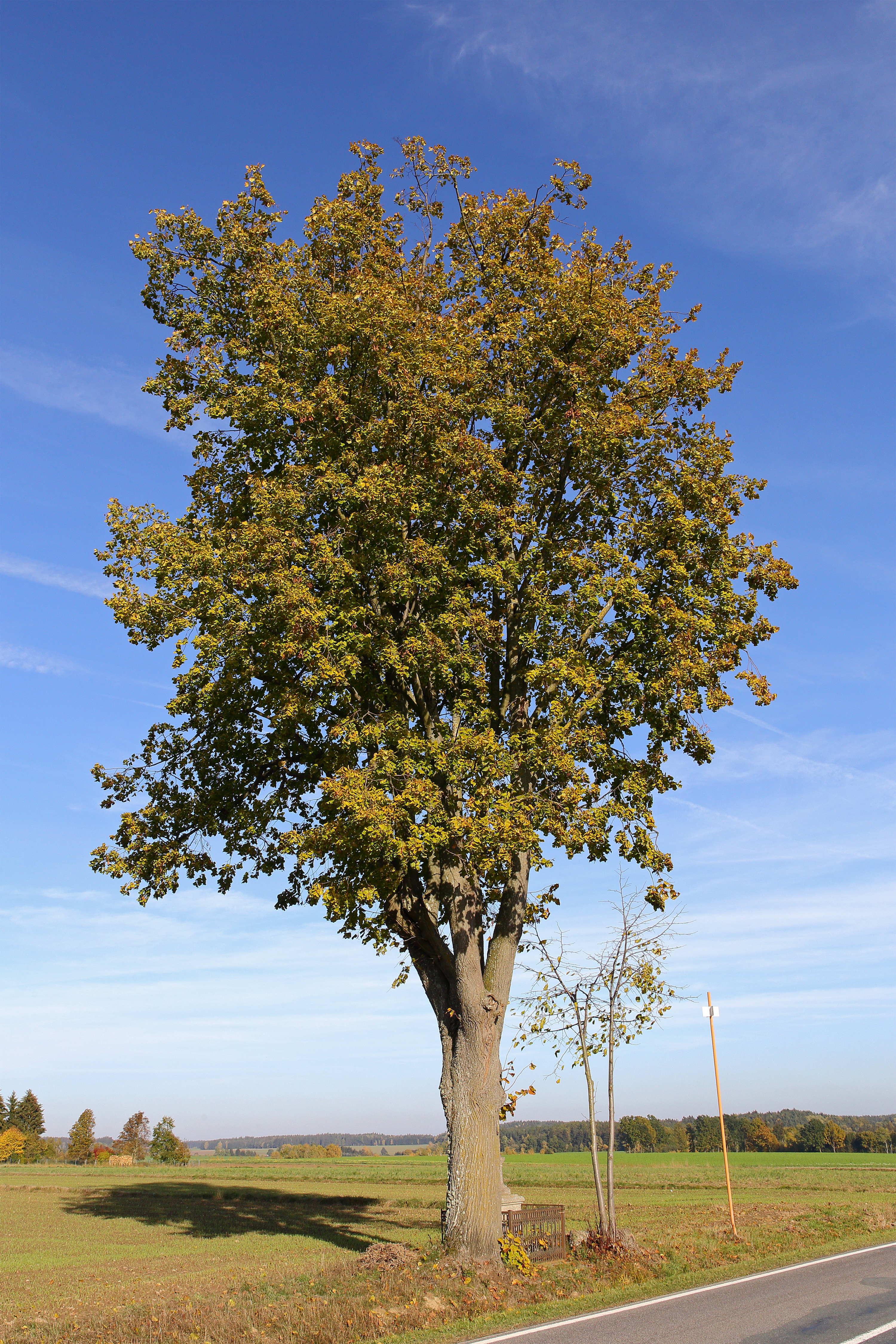
Naturdenkmal WT-041: Sommerlinde bei Kautzen

- Schloss Groß-Taxen: Das hochgelegene Schloss wurde 1347 erstmals erwähnt. Nach einem Brand im Jahr 1621 wurde es baulich erneuert und im ersten Drittel des 18. Jahrhunderts nochmals umgebaut. Der nördliche und westliche Trakt wurden im 19. Jahrhundert weiter ausgebaut.[8]
- Schloss Illmau: Das erstmals 1337 erwähnte Schloss diente ursprünglich als Grenzfeste. Der heutige Renaissance-Bau stammt aus dem 16. Jahrhundert.
- Katholische Pfarrkirche Kautzen hl. Jakobus der Ältere: Die Kirche ist ein barockes Bauwerk mit gotischem Kern, das von 1868 bis 1870 stark vergrößert wurde.
- Heimatmuseum Kautzen: Das Museum hat die Schwerpunkte Handwerk und Landwirtschaft.[9]
- In Groß-Taxen befindet sich die Naturdenkmäler „5 Eichen“, „Lindenallee Groß-Taxen“ und mehrere „Sommerlinden“,[10]
- Im Illmauer Wald befindet sich eine kleine Pyramide aus Granit, die 1825 zu Ehren der Familie des Generals Philipp Ferdinand von Grünne errichtet wurde.
- In einem Wald bei Engelbrechts liegt eine Formation von Granitsteinen (), die Skorpionstein genannt wird und inzwischen ein international bekannter Wallfahrtsort für Esoteriker ist.[11]
- Gleich daneben liegt ein UFO-Landeplatz.[12]
- Kautzner-Computer-Museum: Hier laden Heimcomputer und Konsolen von 1977–1995 ein die Faszination dieser Geräte selber zu erleben. Alle Geräte sind zur freien Verfügung.[13]

## Wirtschaft und Infrastruktur
In Kautzen gibt es 78 land- und forstwirtschaftliche Betriebe. Davon sind 28 Haupterwerbsbetriebe, die insgesamt mehr als die Hälfte der landwirtschaftlichen Fläche bewirtschaften (Stand 2010). Der Produktionssektor beschäftigt in 17 Betrieben 123 Arbeitnehmer, hauptsächlich bei der Herstellung von Waren und im Bau. Im Dienstleistungssektor arbeiten 106 Menschen in 48 Betrieben, beinahe die Hälfte in sozialen und öffentlichen Dienstleistungen (Stand 2011).

### Verkehr
- Straße: Kautzen liegt an der Thayatal Straße (B 30), die von Guntersdorf über Retz nach Drosendorf führt.[17]

### Gesundheit
In der Gemeinde ordiniert ein praktischer Arzt.

### Bildung
In Kautzen gibt es einen Kindergarten, eine Volksschule und eine Neue Mittelschule.

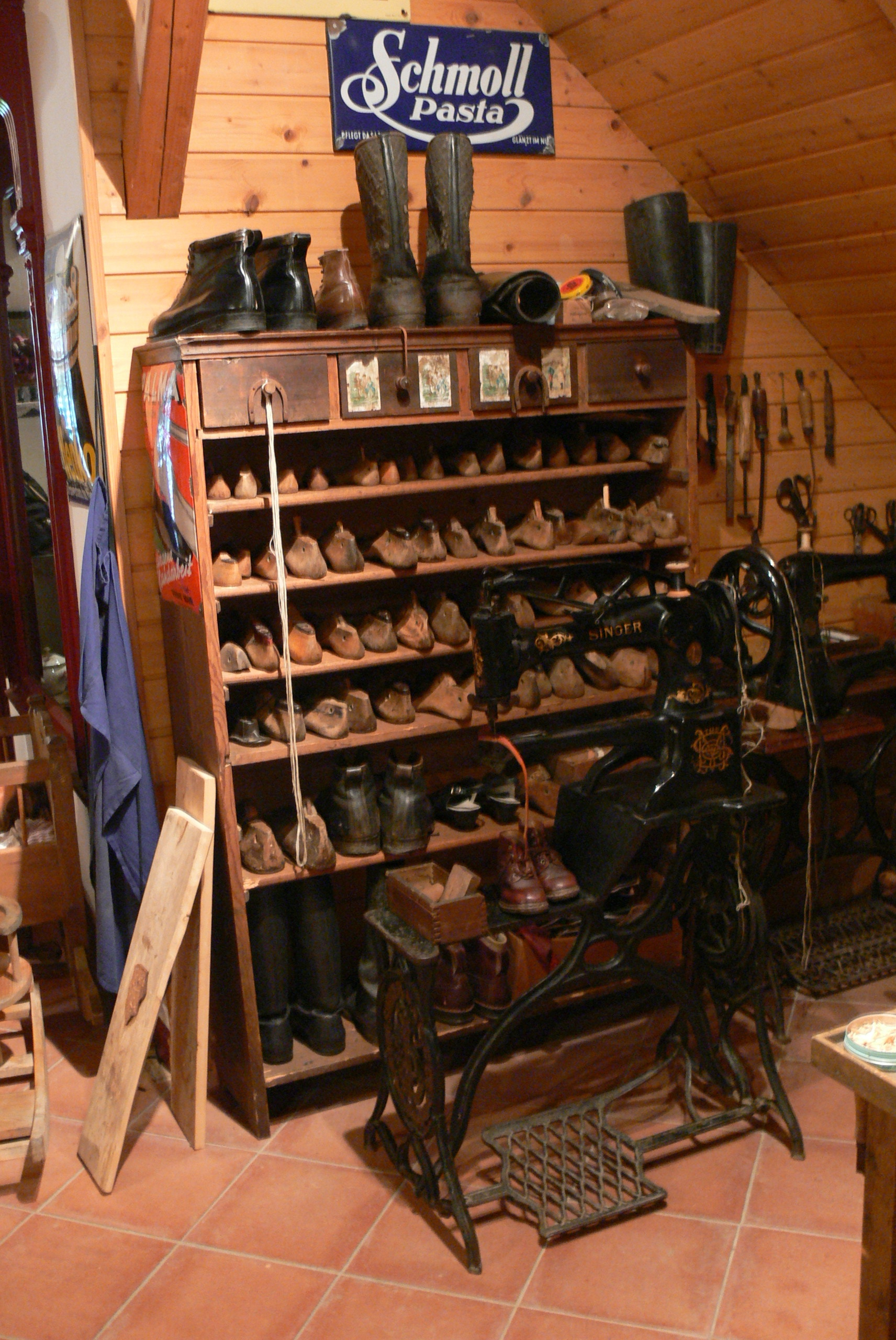
Heimatmuseum Kautzen, Schuhmacherwerkstatt

### Sport
Der USV/UTV Kautzen unterhält die Sektionen Fußball, Tennis, Cheerleader, Radfahren, Tischtennis und Turnen.

## Politik

### Gemeinderat
Der Gemeinderat hat 19 Mitglieder.
- Mit den Gemeinderatswahlen in Niederösterreich 1990 hatte der Gemeinderat folgende Verteilung: 14 ÖVP, 3 SPÖ und 2 Sonstige.
- Mit den Gemeinderatswahlen in Niederösterreich 1995 hatte der Gemeinderat folgende Verteilung: 14 ÖVP, 3 SPÖ, 1 Bürgerliste und 1 F-UPW.[20]
- Mit den Gemeinderatswahlen in Niederösterreich 2000 hatte der Gemeinderat folgende Verteilung: 14 ÖVP, 3 SPÖ und 2 UFW.[21]
- Mit den Gemeinderatswahlen in Niederösterreich 2005 hatte der Gemeinderat folgende Verteilung: 11 ÖVP, 5 SPÖ und 3 UFW.[22]
- Mit den Gemeinderatswahlen in Niederösterreich 2010 hatte der Gemeinderat folgende Verteilung: 14 ÖVP, 4 SPÖ und 1 FPÖ.[23]
- Mit den Gemeinderatswahlen in Niederösterreich 2015 hatte der Gemeinderat folgende Verteilung: 14 ÖVP, 4 SPÖ und 1 FPÖ.[24]
- Mit den Gemeinderatswahlen in Niederösterreich 2020 hatte der Gemeinderat folgende Verteilung: 17 ÖVP und 2 FPÖ.[25]
- Mit den Gemeinderatswahlen in Niederösterreich 2025 hat der Gemeinderat folgende Verteilung: 15 ÖVP, 2 FPÖ und 2 SPÖ.[26]

### Bürgermeister
- 1990–2010 Erwin Hornek (ÖVP)
- seit 2010 Manfred Wühl (ÖVP)[27]

### Wappen
Das Kautzner Wappen ist dreigeteilt und nach unten hin spitz zulaufend. Auf der linken Seite ist im oberen Teil eine Kornähre abgebildet. Diese symbolisiert die Landwirtschaft, die in der ländlichen Region des nördlichen Waldviertels weit verbreitet ist. Darunter ist eine Weberschiffchen abgebildet, das auf die prominente Verbreitung der Textilproduktion in der Region hinweist. Auf der rechten Seite des Wappens ist der heilige Jakobus der Ältere abgebildet, welcher Schutzpatron von Kautzen und der katholischen Pfarrkirche ist.

## Persönlichkeiten

### Söhne und Töchter der Gemeinde
- Heinrich Rauscher (1891–1960), Pädagoge, Schuldirektor und Heimatforscher
- Rudolf Dettelmaier (1903–1991), Physiker und Bibliothekar
- Alois Stöger (1904–1999), Weihbischof der Diözese St. Pölten 1967–1986
- Othmar Rauscher (1919–1995), Zisterzienser und Abt des Stiftes Schlierbach
- Hans Moravec (* 1948), österreichisch-kanadischer Roboterpionier
- Erwin Hornek (* 1959), österreichischer Politiker